# Mike Connors
Mike Connors (Fresno, Califòrnia; 15 d'agost de 1925-Los Angeles, Califòrnia; 26 de gener de 2017) va ser un actor estatunidenc.

## Carrera
Va néixer a Fresno, Califòrnia, com Krekor Ohanian, d'ascendència armènia. El seu pare va ser Krekor Ohanian (1881-1944) i la seva mare es deia Alice (1898-1978); van contreure matrimoni el 1930 i van tenir tres fills: Dorthy M., Arpesri A. i Krekor.
Va començar la seva carrera en els anys 1950, fent papers menors en pel·lícules i sèries de televisió. El seu primer llargmetratge va ser Island in the Sky (1953) amb John Wayne, seguida del western clàssic Five Guns West (1955), dirigit per Roger Corman. També va actuar en pel·lícula bíblica Els Deu Manaments (1956). Altres títols importants en la seva carrera van ser La dona Oklahoma (1956) i el western Stagecoach (1966), igual que pel·lícules per a la televisió com High Midnight (1979), on va interpretar a un policia corrupte, The Bureau (1981) i Hart to Hart Returns (1993).
Com a actor convidat va passar per les sèries The Adventures of Jim Bowie (1955), Gunsmoke (1956), Revòlver a l'ordre, Maverick (1957), Cheyenne (1958), The Untouchables (1962), Perry Mason (1964), Història policial (1977). En 1981 va protagonitzar la sèrie Today's FBI com Ben Slater, i el 1989 va presentar del programa Crimes of the Century.

## Mannix
El 1959 Mike Connors ja va protagonitzar la sèrie de detectives Tightrope, però va ser una altra sèrie la que el portaria posteriorment a la fama: el 1967 la cadena CBS ho contracta per a interpretar al detectiu Joe Mannix en la sèrie televisiva Mannix acompanyat per Joseph Campanella com el seu cap Lou Wickersham. La sèrie es va emetre entre 1967-1975, i va ser tot un èxit que el va fer famós mundialment: els altres protagonistes del programa eren Gail Fisher com la seva secretària Peggy i Robert Reed com el tinent Adam Tobias. Mannix era un detectiu amant de les actuacions esportives i que resolia casos policials intrigants.
Mike Connors va ser nominat en quatre oportunitats als premis Golden Globe Awards, de les que en va guanyar una el 1970.

## Vida personal i mort
Connors es va casar Mary Lou Willey el 1949; van tenir un fill, Matthew Gunner Ohanian, i una filla, Dana Lou Connors. Mike Connors és cosí del cantant francès Charles Aznavour (també d'ascendència armènia).
Va morir a Tarzana (Califòrnia), una setmana després que se li diagnostiqués leucèmia el 26 de gener de 2017, als 91 anys.

## Filmografia
- 1952: Sudden Fear, com a Junior Kearney
- 1953: The 49th Man, com a tinent Magrew
- 1953: Sky Commando, com a tinent Hobson Lee
- 1953: Island in the Sky, com a Gainer
- 1954: Day of Triumph, com a Andrew
- 1955: Swamp Women, com a Bob Matthews
- 1955: Five Guns West, com a Hale Clinton
- 1955: The Twinkle in God's Eye, com a Lou
- 1955: Day the World Ended, com a Tony Lamont
- 1956: Jaguar, com a Marty Lang
- 1956: La dona Oklahoma, com a Tom Blake
- 1956: Els Deu Manaments, com a pastor amalequita
- 1956: Shake, Rattle & Rock!, com a Garry Nelson
- 1957: Flesh and the Spur, com a Stacy Tanner
- 1957: Voodoo Woman, com a Ted Bronson
- 1958: Suicide Battalion, com a major Matt McCormack
- 1958: Live Fast, Die Young, com a Rick
- 1960: The Dalton That Got Away, com a Russ Dalton
- 1964: Panic Button, com a Frank Pagano
- 1964: Good Neighbor Sam, com a Howard Ebbets
- 1964: Where Love Has Gone, com el major Luke Miller
- 1965: Harlow, com a Jack Harrison
- 1965: Situation Hopeless, com el sergent Lucky Finder
- 1966: Stagecoach, com a Hatfield
- 1966: Se tutte le donne del mondo, com a Kelly
- 1979: Avalanche Express, com a Haller
- 1980: Nightkill, com a Wendell Atwell
- 1985: Too Scared to Scream, com al tinent Alex Dinardo
- 1989: Fist Fighter, com a Billy Vance
- 1993: Public Enemy #2
- 1994: Downtown Heat, de Jesús Franco, com a Steve
- 1999: Gideon, com a Harland Greer
- 2000: The Extreme Adventures of Super Dave (vídeo), com a l'avi Osborne
- 2003: Nobody Knows Anything!, com a Joe Mannix

## Televisió
- 1956: Gunsmoke com a Jim Bostick
- 1956: The Adventures of Jim Bowie com a Rafe Bradford
- 1957: Maverick com al xerif Barney Fillmore
- 1958: Cheyenne com a Roy Simmons
- 1958: Lawman com a Hal Daniels
- 1959: Bronco com a Hurd Elliott
- 1959: Mike Hammer com a Marti / Lou Torrey
- 1959: Tightrope (sèrie de televisió) com a Nick Stone
- 1962: The Untouchables com a Eddie O'Gara
- 1962: The Expendables (telefilm) com a Mike
- 1964: Perry Mason com a Joe Kelly
- 1967: Mannix (sèrie de televisió) com a Joe Mannix
- 1973: Beg, Borrow or Steal (telefilm) com a Vic Cummings
- 1976: The Killer Who Wouldn't Die (telefilm) com a Karl Ohanian
- 1976: Revenge for a Rape (telefilm) com a Travis Green
- 1978: Long Journey Back (telefilm) com a Vic Casella
- 1979: High Midnight (telefilm) com a capità Lou Mikalich
- 1979: The Death of Ocean View Park (telefilm) com a Sam Jackson
- 1980: Casino (telefilm) com a Nick
- 1981: The Bureau (telefilm) com a Ben Slater
- 1981: The Love Boat com a Mark Hayward / Sidney Sloan
- 1981: Today's FBI (sèrie de televisió) com a Ben Slater
- 1984: Earthlings (telefilm) com al capità Jim Adams
- 1989: Alfred Hitchcock Presents com a Robert Logan
- 1989: Murder, She Wrote com a Boyce Brown
- 1992: Armen and Bullik: (telefilm) com a Joe Armen
- 1993: The Commish com a James Hayden
- 1993: Hart to Hart Returns (telefilm) com a Bill McDowell
- 1994: Burke's Law com a Jack Duncan
- 1997: Diagnosis Murder com a Joe Mannix
- 1997: James Dean: Race with Destiny (telefilm) com a Jack Warner
- 1998: Hércules: The Legendary Journeys com a Chipacles
- 1998: Walker, Texas Ranger com a jutge Arthur McSpadden
- 2007: Two and a Half Men: invitat